# Lhasa apso
Lhasa apso je majhen (25 – 28 cm) dolgodlak pes, ki izhaja iz Tibeta. Čeprav je dokaj neznana pasma, je ena izmed najstarejših pasem na svetu. Vzredili so jo budistični menihi, ki so pasmo skrbno čuvali znotraj svojih samostanov. Pasma je imela kar nekaj vlog: bili so čuvaji (lhasa apso zelo natančno prepozna tujce in neznane zvoke), prinašalci sreče, bili so obravnavani tudi kot reinkarnacije umrlih menihov.
Lhasa apso ima tipičen vzhodnjaški karakter, kot tibetanska populacija sama: zadržani do tujcev, ponosni, polni humorja, in celo nekoliko arogantni. Njihova dolga dlaka jim je nudila dobro zaščito pred ostrimi klimatskimi pogoji. So izredno prilagodljivi na prav ekstremen temperaturne razlike, njihov kožuh jim nudi zaščito tako pred mrazom, kot tudi pred vročino. Kljub bogato odlakanem kožuhu, lhasa apso dlake ne izgublja. Morebitna odpadla in odmrla dlaka se ujame na zobce krtače in je iz kožuha z lahkoto odstranjena. V Tibetu se odmrla podlanka obesi na krovno dlako in tako oblikuje gosto tkan plašč, ki jih varuje pred vremenskimi vplivi. Enkrat letno jih Tibetanci kratko postrižejo, njihovo dlako pa uporabijo za izdelavo svojih oblačil.
Pes v razstavni kondiciji potrebuje zahtevnejšo nego in zaščito, kot hišni ljubljenec pa ima bolj naraven videz, oz. je postrižen po lastnikovih željah. Posebnost lhasa apsa je tudi njegova barva: od črne, do bele in vseh barvnih kombinacijah vmes – rdeča, zlata, peščena, siva… Ker se lahko barva od enega do drugega leta razlikuje, jih imenujemo tudi kameleoni pod dlako.

## Karakter
Lhasa je živahen, samozavesten pes, ki obožuje šport. Uživajo na dolgih in zahtevnih sprehodih, kljub svoji majhnosti ostanejo aktivni in živahni do visoke starosti. Niso bevskači, vendar dobro čuvajo. Dobro se razumejo z otroki, a kljub temu jih ne puščamo prepuščenih samim sebi. Učijo in dojemajo bliskovito, vendar »dril« ni nekaj, kar jim je pisano na kožo, ob ponavljanju vaj se začno dolgočasiti. Čeprav so zadržani do tujcev, imajo radi ljudi. Spoštujejo pa le svojega gospodarja. Zaradi svojih lastnosti ta pasma ni primerna za vsakega lastnika.

## Galerija
- Navezanost lhasa apsa s človekom
- Priprave na pasjo razstavo
- Igra v gozdu
- Lhasa apso v vetru...
- ...in na snegu
- Različne barve lhasa apsov